# Oliver Sipple
Pour les articles homonymes, voir Sipple.
Oliver Wellington « Billy » Sipple (né le 20 novembre 1941 à Détroit et mort le 2 février 1989 à San Francisco) est un Américain connu pour avoir stoppé une tentative d'assassinat contre le président des États-Unis, Gerald Ford, le 22 septembre 1975.

## Biographie
Vétéran de la guerre du Viêt Nam, Marine décoré et blessé au combat, il attrape Sara Jane Moore alors qu'elle tire au pistolet sur Ford à San Francisco, faisant échouer sa tentative d’assassinat.
La révélation publique subséquente que Sipple soit homosexuel a fait de l'actualité une cause célèbre pour les militants des droits lesbiennes, gays, bisexuels et transgenres (LGBT), ce qui conduit Sipple à poursuivre en vain plusieurs éditeurs pour atteinte à la vie privée et pour avoir provoqué l'éloignement de ses parents.
Il est inhumé au cimetière national de Golden Gate.